# ريديما باندي
ريديما باندي ناشطة بيئية من الهند تدعو إلى اتخاذ إجراءات ضد الاحتباس الحراري. وقد جرى تشبيهها بغريتا تونبرج. عندما كانت في التاسعة من عمرها، رفعت دعوى ضد الحكومة الهندية لعدم اتخاذها خطوات كافية لمكافحة الاحتباس الاحتراري.
```
كانت أيضًا واحدة من المشتكين إلى 
الأمم المتحدة
، إلى جانب العديد من نشطاء المناخ الشباب الآخرين، حول فشل العديد من الدول في اتخاذ إجراءات ضد أزمة المناخ.
[
7
]
```

## تكريمها
كانت باندي ضمن قائمة 100 امرأة مؤثرة التي أعدتها قناة بي بي سي، في 23 نوفمبر 2020.